# Woodsia oblonga
Woodsia oblonga là một loài thực vật có mạch trong họ Woodsiaceae. Loài này được Ching & S.H. Wu miêu tả khoa học đầu tiên năm 1974.